# Gare de Vauzelles
Gare de Vauzelles – przystanek kolejowy w Varennes-Vauzelles, w departamencie Nièvre, w regionie Burgundia-Franche-Comté, we Francji.

## Położenie
Znajduje się na wysokości 192 m n.p.m., na km 250,900 linii Moret – Lyon, pomiędzy stacjami Fourchambault i Nevers.

## Usługi
Jest przystankiem kolejowym Société nationale des chemins de fer français (SNCF), obsługiwany przez pociągi TER Bourgogne na trasie Cosne - Nevers.